# 吉福德·平肖国家森林
吉福德·平肖国家森林是座美国国家森林，位于美国华盛顿州南部，由美国国家森林局管辖。森林面积1.32 × 106英畝（5,300平方），沿着喀斯喀特山脉西坡绵延116公里，从瑞尼爾山國家公園一直到哥倫比亞河，横跨华盛顿州的南喀斯喀特山脉，广袤的土地内有着大量原始森林、高山草原、若干冰川、数个火山口。森林的最高点为12,276英尺（3,742），位于州内雷尼尔山之后第二高的火山口——亞當斯山。